# Rio Colne
O rio Colne é um curso de água da Inglaterra, que nasce nos Peninos em West Yorkshire. Flui atravessando Marsden, Slaithwaite e Milnsbridge para Huddersfield e depois de Cooper Bridge junta-se ao rio Calder.
O vale do Colne era antigamente famoso pela produção de telas de lã e algodão da mais alta qualidade, o que em parte se devia às águas levemente ácidas do Colne e afluentes.